# Hermano menor
Hermano menor es una película española de drama social estrenada en 1953, dirigida por Domingo Viladomat y protagonizada en el papel principal por Gustavo Rojo.
La película obtuvo un premio económico de 350.000 ptas., otorgado por el Sindicato Nacional del Espectáculo en una gala que tuvo lugar el 31 de enero de 1953.

## Sinopsis
Dos chicos quedan huérfanos de padre, que se ha suicidado en los suburbios de una gran ciudad. El hermano mayor se esforzará en que su hermano menor pueda estudiar.

## Reparto
- Gustavo Rojo
- María Rivas
- Alain Soumet
- Enrique Guitart
- María Asquerino
- Manolo Morán
- Félix de Pomés
- Carmen Seco
- Gustavo Re
- Mercedes Albert
- Margarita Lozano
- Mariano Azaña
- Eduardo Calvo
- Julia Delgado Caro
- Gabriel Llopart
- Eloísa Muro
- Santiago Rivero
- Ángel Terrón
- Lily Vincenti